# William C. Foster
Pour les articles homonymes, voir William Foster (homonymie) et Foster.
William C. Foster (parfois crédité Billy Foster) — né le 28 décembre 1880 à Bushnell (Illinois), mort le 18 janvier 1923 à Los Angeles (Californie) — est un directeur de la photographie américain, membre fondateur de l'ASC.

## Biographie
Travaillant d'abord au sein de la Selig Polyscope Company entre 1901 et 1911, William C. Foster intègre ensuite l'Independent Moving Picture Company jusqu'en 1915, avant de rejoindre l'Equitable Motion Pictures Corporation, la Mutual Film Corporation en 1916, puis la Fox Film Corporation.
Il est chef opérateur d'une trentaine de films muets américains, le premier sorti en 1910, le deuxième en 1913 (Shon the Piper d'Otis Turner, avec Robert Z. Leonard dans le rôle-titre). À la Mutual, il travaille aux côtés de Charlie Chaplin sur dix de ses courts métrages, sortis en 1916 et 1917, dont Charlot musicien (1916) et L'Émigrant (1917).
Il collabore également avec le réalisateur Frank Lloyd sur douze de ses films, sortis entre 1916 et 1920, dont Les Misérables (1917) et True Blue (1918), tous deux ayant pour vedette William Farnum.
Signalons aussi trois réalisations de Lois Weber, la première sortie en 1914, les deux suivantes en 1921, dont Deux Femmes trop sages (avec Louis Calhern et Claire Windsor), ultime contribution de William C. Foster au cinéma.
Au nombre des quinze membres fondateurs de l'American Society of Cinematographers (ASC) en 1919, il meurt prématurément en 1923, à 42 ans, de complications liées à la syphilis.

## Filmographie

### Réalisations de Charlie Chaplin
- 1916 : Charlot et le Comte (The Count)
- 1916 : Charlot pompier (The Fireman)
- 1916 : Charlot musicien (The Vagabond)
- 1916 : Charlot patine (The Rink)
- 1916 : Charlot rentre tard (One A.M.)
- 1916 : Charlot chef de rayon (The Floorwalker)
- 1917 : Charlot policeman (Easy Street)
- 1917 : Charlot s'évade (The Adventurer)
- 1917 : Charlot fait une cure (The Cure)
- 1917 : L'Émigrant (The Immigrant)

### Réalisations de Frank Lloyd
- 1916 : Sins of Her Parent
- 1917 : La Femme fardée (When a Man Sees Red)
- 1917 : Les Misérables (titre original)
- 1917 : The Price of Silence
- 1917 : Un drame d'amour sous la Révolution (A Tale of Two Cities)
- 1917 : The Heart of a Lion
- 1917 : Volonté (American Methods)
- 1918 : The Blindness of Divorce
- 1918 : True Blue
- 1918 : For Freedom
- 1919 : Après le typhon (The Man Hunter)
- 1920 : La Horde d'argent (The Silver Horde)

### Autres réalisateurs (sélection)
- 1913 : Shon the Piper d'Otis Turner
- 1914 : The Career of Waterloo Peterson de Phillips Smalley et Lois Weber
- 1919 : A Woman of Pleasure de Wallace Worsley
- 1920 : When Dawn Came de Colin Campbell
- 1921 : Les Ruses de l'amour (What's Worth While?) de Lois Weber
- 1921 : Oliver Twist, Jr. de Millard Webb
- 1921 : Deux Femmes trop sages (Too Wise Wives) de Lois Weber

## Galerie photos

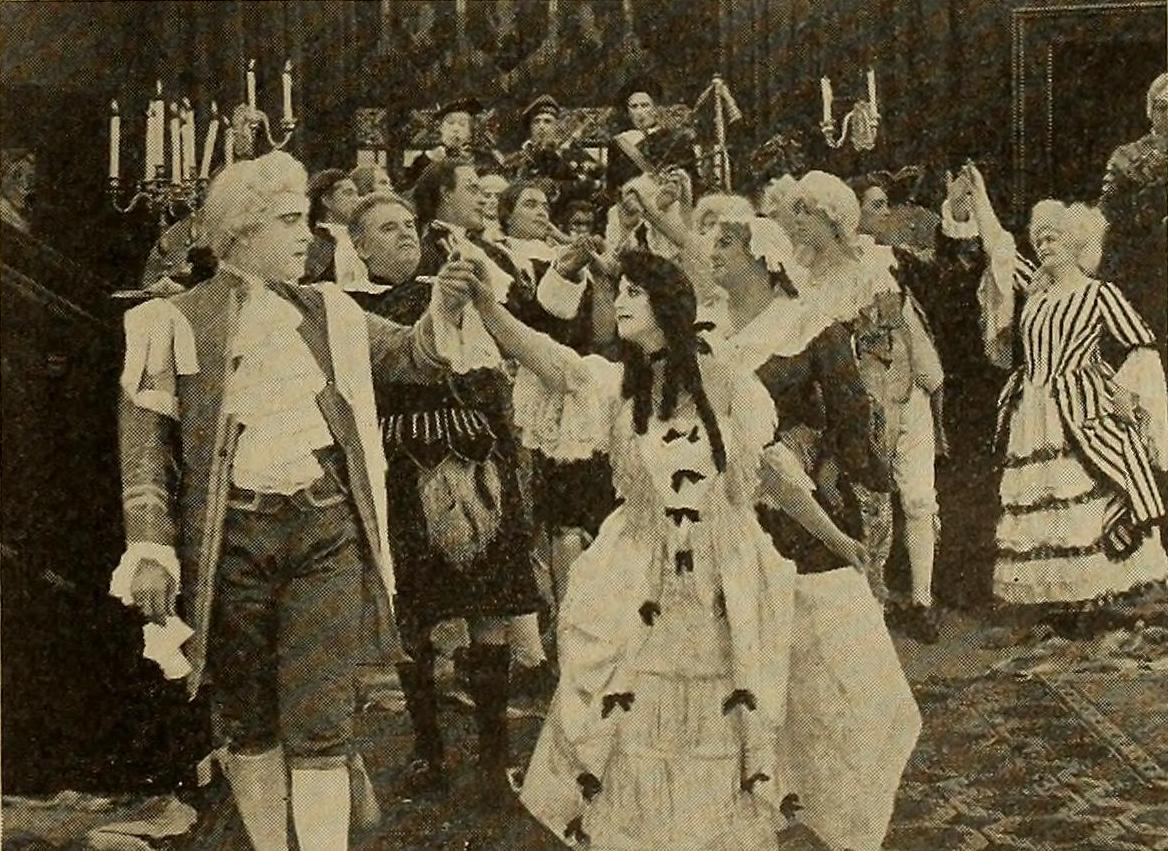
Shon the Piper (1913) : Robert Z. Leonard et Margarita Fischer (au premier plan)
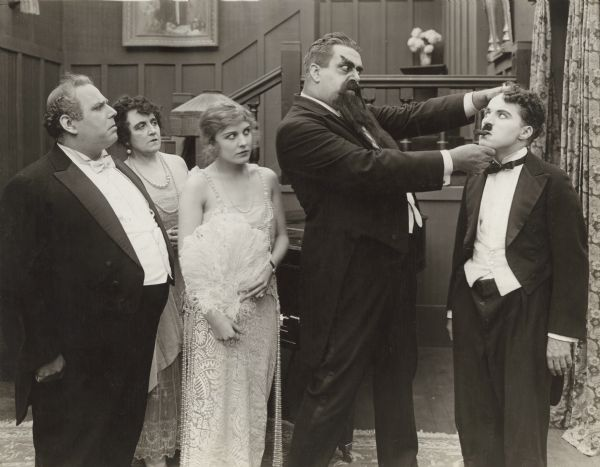
Charlot s'évade (1917) : Henry Bergman, Marta Golden, Edna Purviance, Eric Campbell et Charlie Chaplin (de g. à d.)
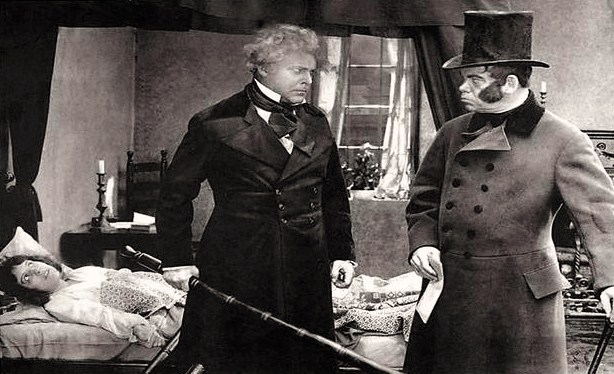
Les Misérables (1917) : Gretchen Hartman, William Farnum et Hardee Kirkland (de g. à d.)
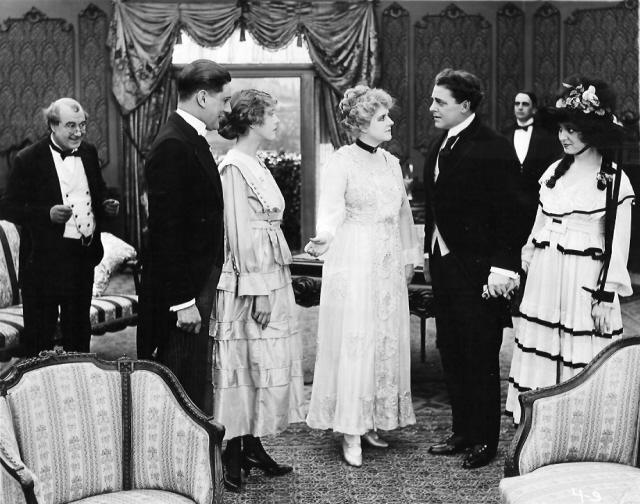
Volonté (1917) : Jewel Carmen (1re à g.), William Farnum et Florence Vidor (à d.)
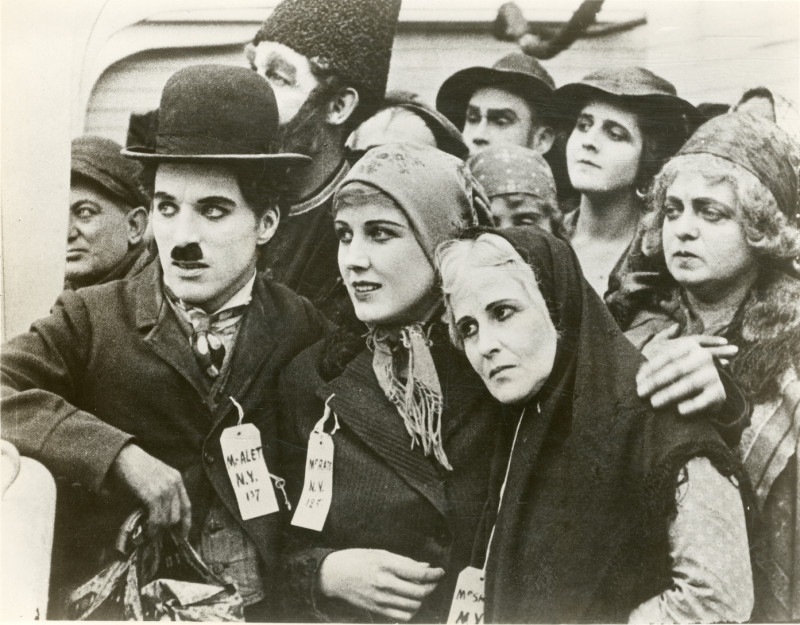
L'Émigrant (1917) : Charlie Chaplin, Edna Purviance et Kitty Bradbury (de g. à d., au premier plan)
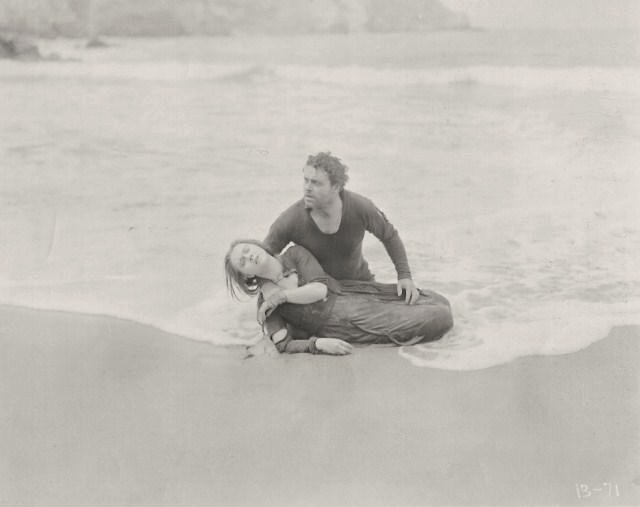
Après le typhon (1919) : Louise Lovely et William Farnum
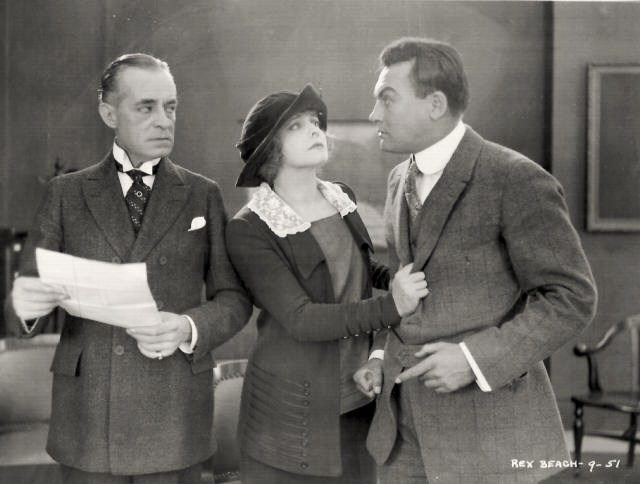
La Horde d'argent (1920) : Robert McKim, Myrtle Stedman et Curtis Cooksey (de g. à d.)
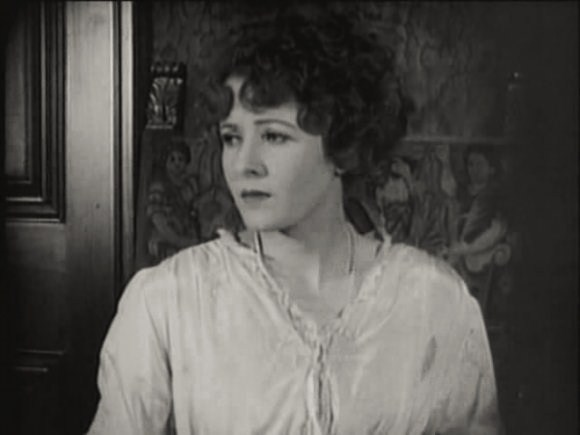
Deux Femmes trop sages (1921) : Claire Windsor